# Grand Prix de Wallonie 2013
Il Grand Prix de Wallonie 2013, cinquantaquattresima edizione della corsa, valido come evento dell'UCI Europe Tour 2013 categoria 1.1, si svolse il 18 settembre 2013 per un percorso di 203,1 km. Fu vinto dal belga Jan Bakelants, che giunse al traguardo in 4h 54' 47" alla media di 41,38 km/h.
Furono 137 i ciclisti che portarono a termine la competizione.

## Squadre partecipanti
| N.    | Cod. | Squadra                |
| ----- | ---- | ---------------------- |
| 1-8   | SOJ  | Sojasun                |
| 11-18 | ALM  | AG2R La Mondiale       |
| 21-28 | ARG  | Team Argos-Shimano     |
| 31-38 | BMC  | BMC Racing Team        |
| 41-48 | FDJ  | FDJ.fr                 |
| 51-58 | LTB  | Lotto-Belisol Team     |
| 61-68 | OPQ  | Omega Pharma-Quickstep |
| 71-78 | TST  | Team Saxo-Tinkoff      |
| 81-88 | VCD  | Vacansoleil-DCM        |
| 91-98 | AJW  | Accent Jobs-Wanty      |

| N.      | Cod. | Squadra                        |
| ------- | ---- | ------------------------------ |
| 101-108 | CRE  | Crelan-Euphony                 |
| 111-118 | TSV  | Topsport Vlaanderen-Baloise    |
| 121-128 | BSE  | Bretagne-Séché Environnement   |
| 131-138 | COF  | Cofidis, Solutions Credits     |
| 141-148 | EUC  | Team Europcar                  |
| 151-158 | CCB  | Colorcode-Biowanze             |
| 161-168 | PCW  | T.Palm-Pôle Continental Wallon |
| 171-178 | WIL  | Vérandas Willems               |
| 181-188 | WBC  | Wallonie-Bruxelles             |
| 191-198 | BEL  | Belgio                         |

## Ordine d'arrivo (Top 10)
| Pos. | Corridore          | Squadra    | Tempo    |
| ---- | ------------------ | ---------- | -------- |
| 1    | Jan Bakelants      | RadioShack | 4h54'47" |
| 2    | Thomas Voeckler    | Europcar   | s.t.     |
| 3    | Mathias Frank      | BMC Racing | a 8"     |
| 4    | Florian Vachon     | Bretagne   | a 14"    |
| 5    | Michał Kwiatkowski | Omega Ph.  | a 18"    |
| 6    | Tom Dumoulin       | Argos      | s.t.     |
| 7    | Zico Waeytens      | Topsport   | s.t.     |
| 8    | Sylvain Chavanel   | Omega Ph.  | a 29"    |
| 9    | Julien Simon       | Sojasun    | a 31"    |
| 10   | Philippe Gilbert   | BMC        | s.t.     |